# Поправки до Конституції Росії (2020)

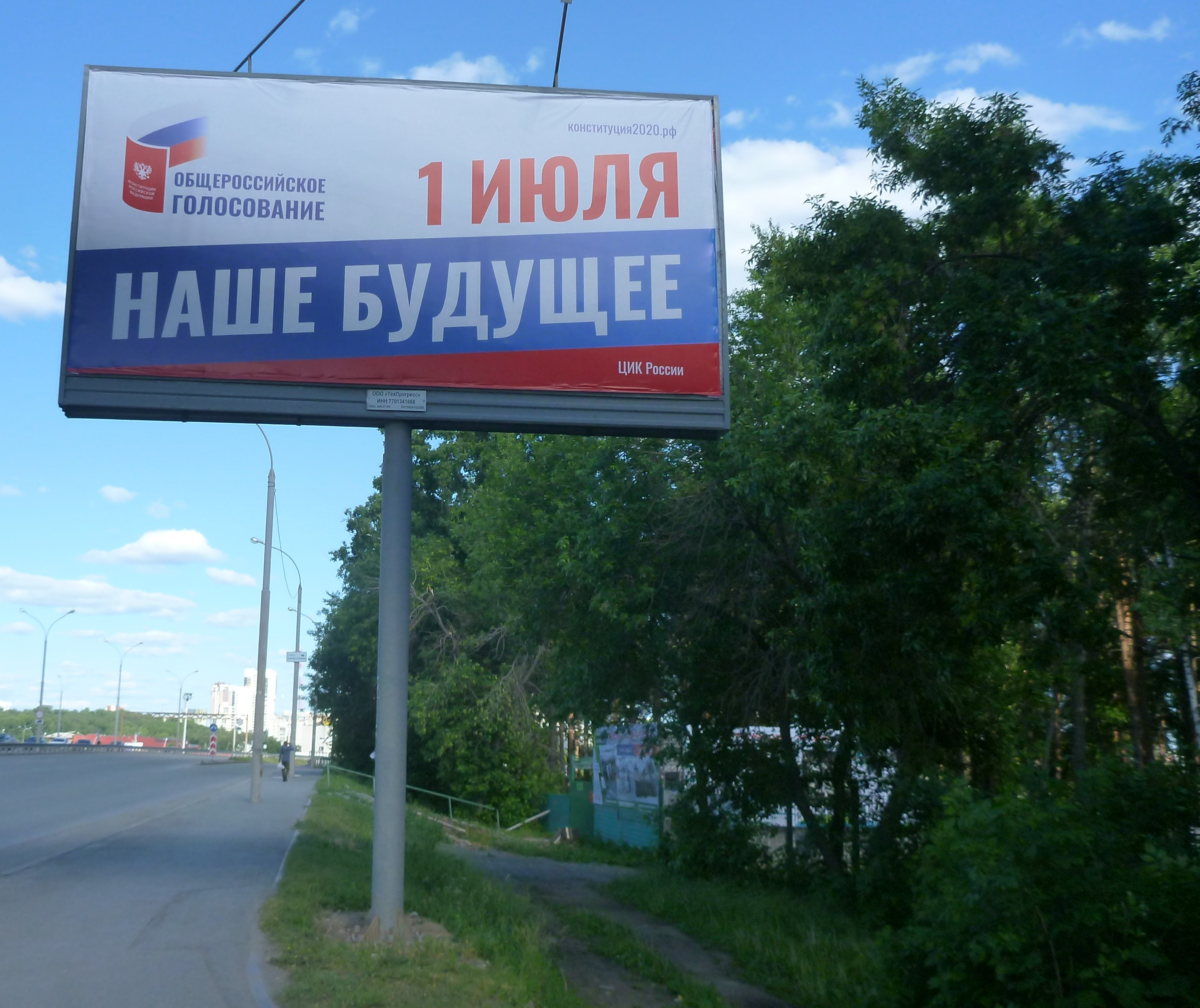
Щит ЦВК про дату голосування за поправки до Конституції Росії

Поправки до Конституції Росії — система змін, запропонованих Президентом РФ Путіним у Посланні Федеральним зборам 15 січня 2020 року. Набрали чинності в липні 2020 року після голосування.
«Обнулення» президентських термінів Путіна дозволить йому висуватися на пост глави держави ще двічі, зокрема, на виборах 2024 і 2030 року, а отже й керувати країною до 2036 року, тобто чотири терміни поспіль.

## Передісторія
Конституція Росії була прийнята на всенародному голосуванні 12 грудня 1993 року. Конституція складається з 9 розділів, з яких 1-й, 2-й і 9-й не можна буде змінити, а розділи 3—8 можуть бути змінені. Для цього потрібна згода суб'єктів Федерації, Державної думи, Ради Федерації, Президента.
За час дії конституції було проведено кілька змін. Найбільш великими були поправки, висунуті в президентському посланні 2008 року, що зокрема збільшили президентські терміни з 4 до 6 років. Серед інших поправок: поправка про об'єднання Верховного та Арбітражного судів, а також поправка про призначення представників президента до складу Ради Федерації. Також у Конституції вносилися зміни, пов'язані з утворенням або ліквідацією суб'єктів Федерації, а також з їх перейменуванням.
Незадовго до пропозиції про поправки до Конституції, ряд політологів називав переписування Конституції під президента одним з найбільш ймовірних сценаріїв вирішення «проблеми 2024 року».

## Пропозиція та зміст поправок

### Відповідно до послання президента Федеральним зборам
У президентському посланні 15 січня 2020 року президент РФ Путін запропонував внести в Конституцію РФ кілька поправок:
1. Внести до Конституції зміни, що прямо гарантують її пріоритет у правовому просторі Росії. Президент пояснив свою пропозицію наступним чином: «Вимоги міжнародного законодавства і договорів, а також рішення міжнародних органів можуть діяти на території Росії тільки в тій частині, у якій вони не тягнуть за собою обмеження прав і свобод людини і громадянина, не суперечать Конституції»[12]. Фактично це означало пропозицію ввести пряму вказівку на пріоритет Конституції над міжнародним законодавством і міжнародними договорами, рішеннями міжнародних органів[13].
2. Ввести заборону на іноземне громадянство і вид на проживання для голови уряду, міністрів і глав федеральних органів, губернаторів, сенаторів, депутатів і суддів.
3. Посилити взаємодію між державними та муніципальними органами влади. (s: Конституція Російської Федерації#Глава 1)
4. Ввести в Конституцію положення про Державну раду.
5. Надати право Державній думі затверджувати голову уряду, а також за його поданням всіх його заступників і федеральних міністрів.
6. Призначати керівників всіх силових відомств і регіональних прокурорів президентом за підсумками консультацій з Радою Федерації. За сучасної Конституції регіональні прокурори призначаються президентом без консультацій з Радфедом.
7. Змінити вимоги до президента: він повинен проживати на території Росії не менше 25 років (зараз — не менше 10 років), не повинен бути володарем іноземного громадянства або виду на проживання не тільки на момент виборів, але й раніше.
8. Пропонується прибрати з конституційного обмеження термінів повноважень президента[b] слово «підряд», що дозволяло одному і тому ж особі займати президентський термін більше двох термінів за умови, що лише число послідовних строків не повинно бути більше двох.
9. Дати право Конституційному суду за запитом президента перевіряти конституційність законопроєктів до їх підписання.
10. Дати Раді Федерації за поданням президента повноваження відлучати з посади суддів Конституційного і Верховного судів у разі вчинення ними проступків, що порочать честь і гідність, і при неможливості збереження статусу судді.

У своєму посланні Путін заявив, що поправки не стосуються фундаментальних засад конституції, і запропонував провести їх затвердження парламентом через прийняття відповідних конституційних законів, після чого провести голосування громадян по всьому пакету запропонованих поправок, за результатами якого президент буде приймати остаточне рішення. Дані поправки були внесені президентом на розгляд Державної думи 20 січня.

### Зміст поправок до 2-го читання
2 березня президент, депутати Державної думи і члени Ради федерації внесли на розгляд другий пакет поправок до Конституції. Відповідальним комітетом 170 правок рекомендовані до прийняття, 169 — відхиленню. Серед поправок, рекомендованих до прийняття і включених у текст законопроекту до другого читання до того ж до поправок, прийнятим у першому читанні, містяться наступні пропозиції:
Поправки, пов'язані з історією та політичною системою
1. Декларується, що «Російська Федерація є правонаступником Союзу РСР на своїй території» (ст. 671, 1 ч.).
2. Стверджується, що «Російська Федерація, об'єднана тисячолітньою історією, зберігаючи пам'ять предків, які передали нам ідеали і віру в Бога, а також спадкоємність у розвитку Російської держави, визнає державну єдність, що історично склалася» (ст. 671, 2 ч.).
3. Позначення російської мови як мови державоутворюючого народу (ст. 68, ч. 1). Також вводиться поняття «союзу багатонаціональних народів» (раніше був один багатонаціональний народ).
4. «У Російській Федерації створюються умови для сталого економічного зростання країни та підвищення добробуту громадян, для взаємної довіри держави і суспільства, гарантуються захист гідності громадян і повагу до людини праці, забезпечуються збалансованість прав і обов'язків громадянина, соціальне партнерство, економічна, політична та соціальна солідарність» (ст. 75).

Поправки в галузі традиційних сімейних цінностей, прав і свобод людини і громадянина
1. Вводиться поняття «внутрішніх загроз», з якими має боротися Рада Безпеки РФ (ст. 83, пункт «ж»).
2. Дати визначення шлюбу як союзу чоловіка і жінки[15][19]. Уряд Російської Федерації тепер «забезпечує проведення в Російській Федерації єдиної соціально орієнтованої державної політики у сфері збереження традиційних сімейних цінностей» (ст. 114, ч. 1, пункт «в»).
3. «Уряд Російської Федерації здійснює заходи щодо підтримки інститутів громадянського суспільства, у тому числі некомерційних організацій, забезпечує їх участь у виробленні та проведенні державної політики» (ст. 114, ч. 1, пункт «е1»).
4. До ведення Російської Федерації віднесено забезпечення безпеки особистості, суспільства і держави при застосуванні інформаційних технологій, обороті цифрових даних (ст. 71, пункт «м»).

Зміна повноважень Федеральних зборів
1. За сучасною Конституцією, голова Рахункової палати і половина аудиторів призначаються Держдумою, а його заступник і інша половина аудиторів — Совфедом. Пропонується, щоб вони помінялися місцями, тобто голову — Совфед, а заступника — Держдума. І пропонується, щоб вони обидва призначали всіх цих голов, заступника голови та аудиторів за поданням президента[20][15][18][21][22].
2. Стаття 1031 вводить процедуру парламентського контролю, який буде здійснюватися у відповідності з федеральним законом.
3. Видалено з Конституції: «Палати можуть збиратися разом для заслуховування послань Президента рф, послань Конституційного Суду Російської Федерації, виступів керівників іноземних держав».

Розширення повноважень президента і скорочення повноважень Уряду
1. У президента з'явиться можливість (ст. 83, пункт «а») відправити Голову Уряду у відставку (раніше він йшов сам). Сам Голова все ще може подати у відставку, але президент має право відхилити (ст. 117, 4 ч.1). Роль Голови уряду зменшена. Раніше він «визначав основні напрями діяльності Уряду Російської Федерації», а тепер тільки «організовує роботу Уряду Російської Федерації» у відповідності з розпорядженнями і дорученнями президента (ст. 113).
2. У процесі затвердження запропонованої Головою Уряду структури федеральних органів виконавчої влади Президент вносить до неї зміни та визначає органи, керувати діяльністю яких він буде особисто, без участі Уряду (ст. 83, пункт «б1»).
3. Президент тепер особисто призначає та звільняє з посади федеральних міністрів (ст. 112). Раніше він робив це за поданням Голови уряду. Правда, частина кандидатур (крім силового блоку) затверджує тепер Державна дума. Проте Державна дума може бути розпущена, якщо вона не затвердить міністрів, яких їй належить затверджувати (ст. 109, 1 ч.). Після розпуску президент призначить міністрів за поданням Голови Уряду.
4. Президент тепер «здійснює загальне керівництво Урядом Російської Федерації» (ст. 83, пункт «б»).
5. Президент тепер володіє недоторканністю навіть після закінчення своїх повноважень (ст. 921, 1 ч.). Він може бути позбавлений недоторканності Радою Федерації лише на підставі висунутого Державною Думою звинувачення у державній зраді або здійсненні іншого тяжкого злочину, підтвердженого висновком Верховного Суду Російської Федерації про наявність у діях Президента Російської Федерації, як діючого, так і того, що припинив виконання своїх повноважень, ознак злочину і висновком Конституційного Суду рф про дотримання встановленого порядку висування обвинувачення» (ст. 93, ч. 1). При цьому навіть у разі відставки президент довічно залишається членом Ради Федерації — сенатором (ст. 95, ч. 2, пункт «б»), який відповідає за позбавлення колишнього президента недоторканності (ст. 93, ч. 1) і кожен член якого володіє недоторканністю (ст. 98, 1 ч.). Таким чином, колишнього президента доведеться, у разі необхідності, позбавляти недоторканності двічі (другий раз — як сенатора за поданням Генерального прокурора).
6. За сучасної Конституції число сенаторів (тобто членів Ради Федерації), що призначаються президентом — не більше 10 %, 17 чоловік[21], ніхто з них не призначений довічно, і вони так само, як і інші сенатори — представники законодавчої та виконавчої влади суб'єктів РФ, і призначаються на строк повноважень відповідного органу державної влади суб'єкта. Пропонується збільшити число сенаторів, призначуваних президентом, максимум до 30, і щоб вони не зобов'язані були бути представниками органів влади суб'єктів РФ, і щоб не більше 7 з цих 30 могли бути призначені президентом довічно (ст. 95, ч. 2, пункт «в»). Совфед повинен приймати свої рішення незалежно від рішень президента (згідно зі статтею 10 Конституції про розділення гілок влади і згідно з регламентом Ради Федерації[23], вважаючи, що президент більше відноситься до виконавчої гілки влади, оскільки на прийняття законів він може лише впливати: якщо Держдума і Совфед обидва голосують за від 1/2 до 2/3 членів, президент може відхилити законопроект; якщо ж Держдума і Совфед обидва голосують числом більше 2/3, вони приймають закон всупереч думці президента; а от виконавча влада повністю підпорядковується указам президента, при цьому президент підкоряється законам як і виконавча влада, а також враховуючи те, що, хоча представники РФ у раді федерації і призначаються і звільняються президентом[24], вони не називаються представниками президента), і ця поправка небезпечна тим, що збільшує вплив президента, тоді як президент також володіє деяким впливом на половину Сенату, призначуваного від виконавчої влади суб'єктів, так як, згідно 773 Конституції, «федеральні органи виконавчої влади і органи виконавчої влади суб'єктів Російської Федерації утворюють єдину систему виконавчої влади», і, наприклад, президент може звільнити главу виконавчої влади суб'єкта згідно ст. 19 (пункт 1, підпункт «г») закону № 184-ФЗ від 06.10.1999 «Про загальні принципи організації … органів державної влади суб'єктів Російської Федерації»[25].
7. Пропонується понад 30 представників РФ і представників суб'єктів РФ (170 на початку 2020 р.), довічно призначати сенаторами колишніх президентів (ст. 95, ч. 2, пункт «б»).
8. Президент «призначає на посаду після консультацій з Радою Федерації та звільняє з посади Генерального прокурора Російської Федерації, заступників Генерального прокурора Російської Федерації, прокурорів військових та інших спеціалізованих прокуратур …» (ст. 129, ч. 2 і 3). За сучасної Конституції президент представляє Ради Федерації кандидатури Генерального прокурора та його заступника, Совфед їх призначає. По поправці ж — Совфед втрачає силу, його думка не є обов'язковою і є лише рекомендацією.

Обмеження в галузі місцевого самоврядування
1. Введено поняття єдиної системи публічної влади (ст. 80, ч. 2; ст. 83, пункт «е5»), організація якої відноситься до ведення Російської Федерації (ст. 67, 1 ч.; ст. 71, пункт «р»). Декларується єдність державної та місцевої влади (ст. 132, ч. 3).
2. «Органи державної влади можуть брати участь у формуванні органів місцевого самоврядування, призначення на посаду та звільнення з посади посадових осіб місцевого самоврядування в порядку і випадках, встановлених федеральним законом» (ст. 131, ч. 11).
3. «На території Російської Федерації у відповідності з федеральним законом можуть бути створені федеральні території. Організація публічної влади на федеральних територіях встановлюється зазначеним федеральним законом» (ст. 67, ч. 1).
4. Сільське господарство тепер віднесено (ст. 72, ч. 1, пункт «д») до предмета спільного ведення Російської Федерації і її суб'єктів. У спільному веденні також тепер знаходиться (ст. 72, ч. 1, пункт «е») молодіжна політика та питання «формування культури відповідального ставлення громадян до свого здоров'я» (ст. 72, ч. 1, пункт «ж»).

Поправки, що стосуються реформи судової влади
1. Суди (Конституційний, Верховний, федеральні) тепер не мають можливості самостійно обрати собі голову та його заступників. Тепер вони призначаються за поданням Президента (ст. 83, пункт «е»).
2. У разі вчинення суддею вчинку, що порочить честь і гідність судді, а також в інших передбачених федеральним конституційним законом випадках Рада Федерації за поданням Президента може припинити повноваження судді (ст. 83, пункт «е3»). Сьогодні повноваження суддів припиняються на підставі рішення колегіальних судових органів у передбачених федеральними законами випадках. Це положення рівною мірою поширюється на Голови суду та його заступників у Верховному та Конституційному судах.
3. Кількість суддів конституційного суду скорочено з 19 до 11 (ст. 125, ч. 1).

Відмова від виконання частини рішень міжнародних судів
1. Запроваджується пряма вказівка, що Конституційний суд у порядку, встановленому законом, вирішує, які постанови міжнародних судів виконувати, а які — ні (ст. 79; ст. 125, ч. 51, пункт «б»).
2. Уточнюються повноваження прокуратури (функції кримінального переслідування, нагляд за додержанням Конституції, прав і свобод людини і громадянина) (ст. 129, ч. 1).

10 березня відбулося обговорення поправок у рамках другого читання у Державній думі.

### Обнулення президентських термінів
10 березня депутат від «Єдиної Росії» Валентина Терешкова запропонувала скасувати обмеження щодо кількості президентських термінів або ж дозволити повторно обиратися на пост президента Володимира Путіна («обнулити» кількість проведених ним на посаді президента термінів).
Питання насправді стоїть не про нього, а про нас, громадян Росії, і про її майбутнє. Ну а якщо так, то навіщо крутити і мудрувати, навіщо створювати якісь штучні конструкції? Треба все чесно, відкрито, публічно передбачити: або взагалі прибрати обмеження щодо кількості президентських термінів з Конституції, або, якщо цього вимагатиме ситуація і, найголовніше, якщо цього захочуть люди, закласти в законі можливість для чинного президента знову обиратися на цю посаду. <…> Це гарантія стійкості як всередині країни, так і по її зовнішньому контуру.
Після виступу Терешкової виступив сам Путін, підтримавши можливість свого переобрання, але відкинувши проведення дострокових виборів до Держдуми. Також Путін заявив про необхідність отримати висновок Конституційного суду про відповідність поправок до чинної Конституції. У другому читанні Державної думи за поправки Терешкової проголосували 380 депутатів, 1 утримався, проти — 43. При цьому пропонується в самій Конституції прописати наступне:
Стаття 81 <…> 31. Положення частини 3 статті 81 Конституції Російської Федерації, що обмежує кількість термінів, протягом яких одна і та ж особа не може обіймати посаду Президента Російської Федерації, застосовується до особи, що займала і (або) займає посаду Президента Російської Федерації, без урахування числа термінів, протягом яких вона займала і (або) займає цю посаду на момент набрання чинності поправки до Конституції Російської Федерації, вносить відповідне обмеження, і не виключає для нього можливість обіймати посаду Президента Російської Федерації протягом строків, встановлених зазначеним положенням.
Конституційний суд визнав легальність «обнулення», хоча у 1998 році, розглядаючи аналогічне питання, він заборонив президенту Єльцину висуватися третій раз поспіль. Судді пояснюють нове рішення тим, що в Основний закон включається «спеціальна обмовка», що була відсутня раніше, яка враховує «конкретно-історичні фактори <…>, у тому числі ступінь загроз для держави та суспільства, стан політичної та економічної систем».
Рішення про граничне число строків повноважень, протягом яких можливо зайняття посади глави держави з республіканською формою правління однією особою <…>, завжди є, по суті, питанням вибору балансу між різними конституційними цінностями. На тлі цього базового балансу конституційний законодавець може враховувати і конкретно-історичні фактори прийняття відповідного рішення, у тому числі ступінь загроз для держави та суспільства, стан політичної та економічної систем і т. ін.
Вказівка у Визначенні Конституційного Суду Російської Федерації від 5 листопада 1998 року № 134-Про те, що два строку повноважень поспіль <…> складають конституційну межу <…>, засноване на діючій у момент його прийняття (і на сьогоднішній день <…>) редакції статті 81 (частина 3) Конституції Російської Федерації, положення якої не було ні змінено, ні доповнено.
На думку частини політологів, надання можливості Путіну залишитися президентом після 2024 року і було головною метою всієї затіяної кампанії з поправками.

### Інші поправки (2-ге і 3-ге читання)
Також була запропонована поправка депутата від «Єдиної Росії» Олександра Кареліна про дострокові вибори Державної думи у 2020 році, однак він зняв її, «з огляду на сказане та враховуючи позицію президента».
Остаточно поправки у другому читанні заторкнули сорок одну статтю Конституції з 3-ї по 8-му главу.
У другому читанні Державної думи за внесення поправок проголосували 382 депутати, 34 (КПРФ) — утрималися, проти — 0.
11 березня Державна дума прийняла в третьому читанні і направила на розгляд у Раду Федерації поправки до Конституції, прийняті у другому читанні з деякими малими змінами.

## Хронологія прийняття поправок
15 січня 2020 року була утворена робоча група з підготовки пропозицій про внесення поправок до Конституції Російської Федерації у складі 75 осіб. 17 січня при робочій групі була сформована зведена підгрупа, яка щодня узагальнювала пропозиції, які надходили.
20 січня президент Путін вніс до Державної думи законопроект «Про вдосконалення регулювання окремих питань організації публічної влади». 23 січня законопроект був прийнятий Держдумою в першому читанні.
10 березня 2020 року Держдума прийняла законопроект про поправки до Конституції у другому читанні.
11 березня 2020 року Рада Федерації на пленарному засіданні у першому читанні ухвалила закон «Про внесення поправок до Конституції Російської Федерації». Закон був прийнятий більшістю голосів.
12 і 13 березня 2020 року парламенти суб'єктів федерації схвалили поправки. З 3980 регіональних депутатів проти поправок проголосували 67. Швидкість голосування стала рекордною в історії російської змін Конституції.
14 березня 2020 року, у суботу, президент Путін підписав закон про поправки в Конституцію. З його підписом набрав чинності порядок прийняття поправок, згідно з яким поправки набудуть чинності після всенародного голосування.
Того ж дня, 14 березня 2020 року, Конституційний суд приступив до перевірки закону на відповідність Конституції. У такому екстреному режимі Конституційний суд раніше збирався лише одного разу — для розгляду запиту президента Путіна про схвалення договору про приєднання Криму до Росії.
16 березня 2020 року Конституційний суд підтвердив відповідність поправок Конституції.
17 березня 2020 року Володимир Путін підписав указ про проведення 22 квітня всенародного голосування за запропонованими поправками до Конституції.
25 березня 2020 року Володимир Путін запропонував перенести голосування щодо поправок до Конституції на невизначений термін через пандемію COVID-19.
Наприкінці травня 2020 року в пояснювальній записці до законопроекту про виховання патріотизму у школярів було виявлене посилання на статтю 67.1 Конституції, яка входить у пакет пропонованих змін до Конституції, не прийнятих на той момент. Д. Пєсков заявив, що така згадка «абсолютно нормальна», не містить каверз і юридичних помилок.
1 червня 2020 року президент Путін призначив голосування на 1 липня 2020 року.
16 червня 2020 року стало відомо про надходження в продаж Конституції з останніми поправками.

## Реакція

### Відкритий лист проти прийняття поправок до Конституції
427 юристів, письменників, журналістів та науковців підписали відкритий лист проти прийняття поправок до Конституції. Текст звернення опублікований у понеділок, 16 березня, на сайті радіостанції «Ехо Москви». Вони назвали обнулення термінів чинного президента «протиправним, політично і етично неприйнятним». Автори звернення заявили, що «над нашою країною нависла загроза глибокої конституційної кризи і протиправного антиконституційного перевороту, одягненого в псевдолегальную форму». На їх думку, такий розвиток подій «підриває можливість еволюційного розвитку нашої країни» на принципах народовладдя і свободи.
Серед підписантів звернення — академік Російської академії наук Олександр Анікін, професора МДУ Олександр Галиченков і Олексій Вигасин, журналісти Леонід Парфьонов і Василь Уткін, письменник Віктор Шендерович, актриса Лія Ахеджакова, театральний режисер Йосип Райхельгауз. Заяву підтримали телеведучі Тетяна Лазарєва і Михайло Ширвіндт, письменники Олександр Архангельський, Лев Рубінштейн та інші.

### Громадська кампанія «НІ»
Кампанію «НІ!» в кінці січня запустив ряд опозиційних політиків, муніципальних депутатів Москви, громадських діячів, у тому числі Юлія Галяміна, Дмитро Гудков. Про підтримку кампанії заявляв також Михайло Ходорковський. За словами Юлії Галяміної, поширенням маніфесту в соцмережах кампанія не закінчиться: «Це тільки старт. У нас будуть відеоролики, різні заходи, зустрічі, листівки, стікери. У суботу пройде перший мітинг у Єкатеринбурзі». За її словами, централізовано організовувати мітинги в різних містах не планується, бо ініціатива щодо захисту Основного закону повинна виходити від самих громадян. Вона не виключає, що громадяни ініціюють акції протесту як до, так і після голосування по поправках.
24 січня в Тюмені пройшов пікет проти поправок, у ньому взяло участь 20 осіб. 1 лютого в Єкатеринбурзі пройшов аналогічний мітинг, який, за оцінками організаторів, завітали до 500 чоловік. 11 лютого в тому ж Єкатеринбурзі пройшло перше засідання комітету громадської кампанії «Ні!». Неузгоджений мітинг чисельністю понад 20 чоловік пройшов 1 лютого в Петербурзі. Мітинг був організований рухом «Солідарність», закінчився затриманнями. 13 березня в рамках кампанії відбулися метропікети у Москві. 14 березня в Хабаровську в акції «Ні!» взяли участь сотні жителів.

### Реакція політологів, журналістів та інших публічних осіб
3 березня Муфтій Татарстану Каміль Самигуллин виступив проти фрази «державотворчий народ» і за згадування Бога.
11 березня і пізніше кілька родів Інгушетії направили відкриті листи Володимиру Путіну, оголосивши про бойкот майбутнього голосування.

### Думка Венеціанської комісії
У січні 2020 року ПАРЄ звернулася до Венеціанської комісії з проханням оцінити ряд поправок. 18 червня комісія опублікувала рішення, у якому рекомендувала змінити або повністю відмовитися від запропонованих змін до статті 79 Конституції, які закріплюють за Росією право не виконувати «рішення міждержавних органів, прийняті на підставі положень міжнародних договорів Російської Федерації в їх тлумаченні, що суперечить Конституції Російської Федерації». Експерти Венеціанської комісії у висновку вказують, що зі вступом до Ради Європи та ратифікацією Конвенції про права людини Росія зобов'язалася виконувати рішення ЄСПЛ, а стаття 46 Конвенції вказує, що виконання рішень суду є обов'язковим. Комісія також висловила стурбованість можливістю звільняти суддів Конституційного Суду.
16 березня 2020 року 128 російських юристів, політологів і правозахисників, серед яких учасник Конституційної наради Георгій Сатаров, професор конституційного права ВШЕ Ірина Алебастрова, професор економіки Інституту політичних досліджень (Париж) Сергій Гурієв, правозахисник Лев Пономарьов, ініціювали та підписали звернення в Раду Європи з вимогою провести термінову правову експертизу змін до Конституції РФ. Звернення було розміщене на сайті Change.org, де воно набрало понад 200 тис. підписів до 27 травня 2020 року. 27 травня 2020 року Рада Європи розглянула звернення та ухвалила рішення направити запит на експертизу в Венеціанську комісію. Венеціанська комісія повинна перевірити зміни Конституції РФ на відповідність європейським і міжнародним стандартам демократії і верховенства права, а також правових зобов'язань Росії в рамках Ради Європи.

## Заклики до підтримки російської окупації Криму
При голосуванні за поправки до конституції Росії патріарх Кирило закликав росіян підтримати поправки. Він закликав підтримати прийняття лише однієї поправки зі згадкою бога (причому закликав голосувати «так» навіть атеїстів). Але голосування «так» або «ні» йшло відразу по всьому пакету поправок, а не за окремими пунктами.